# シャラマー

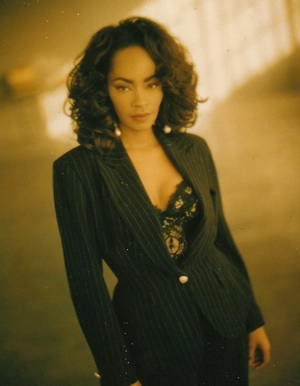
ジョディ・ワトリー

シャラマー（Shalamar）は、1970年代から1980年代に活動したアメリカのソウル、ディスコ・グループ。元々はアメリカのソウル音楽番組『ソウル・トレイン』のブッキング・エージェントであった、ディック・グリフィーによって生み出されたグループである。

## 概要
彼らの最初のヒットは1977年にモータウンに影響されてできた「アップタウン・フェスティヴァル」だった。翌1978年には「テイク・ザット・トゥ・ザ・バンク」がソウル・チャートでヒットしたが、その後、ジェラルド・ブラウンが脱退することとなった。グループは、ボーカリスト兼ダンサーのジョディ・ワトリー、ジェフリー・ダニエル、ハワード・ヒューイット（短い期間加入していたジェラルド・ブラウンの後を受けて加入）の3人組にかわった。
シャラマーは1979年に音楽プロデューサーのレオン・シルバーズの目にとまり、グリフィーが管理するソーラー・レコードと契約した。グループにとって最初の大きなヒットとなったのは、1980年の「セカンド・タイム・アラウンド」（R&Bチャート1位、ポップチャート8位）で、ミリオンセラーを達成した。さらに1981年には、ソウル・チャートで「ディス・イズ・フォー・ザ・ラバー・イン・ユー」をヒットさせた。
彼らは、イギリスにおいても数曲のヒットを記録した。「テイク・ザット・トゥ・ザ・バンク」（1978年）「アイ・オウ・ユー・ワン」（1980年）と、1982年の「アイ・キャン・メイク・ユー・フィール・グッド」「ナイト・トゥ・リメンバー」「ゼア・イット・イズ」「フレンズ」がある。曲と同じタイトルのアルバム『フレンズ』はポップ、ディスコ、ソウルというジャンルを越えて1982年にイギリスでヒットした。グループのレコードの売り上げは好調で、ダニエルはBBCの音楽番組『トップ・オブ・ザ・ポップス』において、マイケル・ジャクソンよりも早くムーンウォークを披露した。
グループは、ワトリーとジェフリー・ダニエルの2人がソーラー・レコードに音楽的な不満を持ったために脱退したことで壁に突き当たる。それでも、1983年に発表したアルバム『ルック』では、「Dead Giveaway」という佳曲を生み出した。同曲は、ソウル・チャートでヒットしている。アルバムがシャラマーをエレクトロ・ファンクへ変化させていた。シャラマーはアメリカで合計3枚のゴールド・アルバムを達成している。「Big Fun」、「Three For Love」（プラチナム達成）と「フレンズ」の3枚である。
1980年代中盤のラインナップは、デリサ・デイヴィス、ミッキー・フリーらに変わった。シャラマーは映画『フットルース』のサウンドトラックからのシングル「Dancing In The Sheets」によってアメリカのポップ・チャートトップ20に入ることになる。1985年には、映画『ビバリーヒルズ・コップ』で使われた曲によってグラミー賞を受賞した。しかし、デリサがソロ活動を始めるためグループを離れ、シドニー・ジャスティンが加入してからはグループは音楽シーンの一線から退いてしまう。
最も成功していた時期に加入していた3人のうちの1人、ジョディ・ワトリーはプリンスと仲間であったアンドレ・シモーンとソロ・アルバムを作り、その中に含まれていたシングル「ルッキング・フォー・ア・ニュー・ラヴ」（1987年）、「フレンズ」（1989年）、「エブリシング」などをヒットさせた。またハワード・ヒューイットは1986年に秀作「アイム・フォー・リアル」をソウル・チャートでヒットさせている。
1996年にジョディ・ワトリーは、ヒューイット、ダニエルと合流しLL・クール・Jを加えてベイビーフェイスのシングル「ディス・イズ・フォー・ザ・ラヴァー・イン・ユー」に参加した。この曲はシャラマーが1980年発表したアルバム『スリー・フォー・ラブ』からのシングルのカバーである。また、ワトリーは1985年のバンド・エイドに参加したアフロアメリカンの歌手の1人となった。
シャラマーは2005年に再結成した。それはイギリスのテレビ番組『Hit Me Baby』のためであった。オリジナル・メンバーであるジェフリー・ダニエル、ハワード・ヒューイットと新しい歌手のキャロリン・グリフィー（シャラマーを見いだしたディック・グリフィーの娘）によるものである。

## ディスコグラフィ

### スタジオ・アルバム
- 『アップタウン・フェスティヴァル』 - Uptown Festival (1977年)
- 『ディスコ・ガーデン』 - Disco Gardens (1978年)
- 『ビッグ・ファン』 - Big Fun (1979年)
- 『スリー・フォー・ラブ』 - Three for Love (1980年)
- 『ダンシング・パートナー』 - Go for It (1981年)
- 『フレンズ』 - Friends (1982年)
- 『ルック』 - The Look (1983年)
- 『ハートブレイク』 - Heartbreak (1984年)
- 『サーカムスタンシャル・エビデンス』 - Circumstantial Evidence (1987年)
- 『ウェイク・アップ』 - Wake Up (1990年)

## 洋書
- Guinness Book of British Hit Singles - 16th Edition - ISBN 0-85112-190-X
- Guinness Book of British Hit Albums - 7th Edition - ISBN 0-85112-619-7
- Guinness Rockopedia - ISBN 0-85112-072-5